# Siegbert Rippe
Siegbert Rippe Kaiser (Berlín, 23 de mayo de 1936 - 11 de mayo de 2018) fue un abogado uruguayo, especialista en derecho comercial.

## Biografía
Egresado de la Facultad de Derecho de la Universidad de la República como abogado. Poseía una maestría en administración pública y un diploma en finanzas. Fue docente universitario con dilatada trayectoria académica.
También participó como consultor en el proyecto de investigación denominado "Producción terminológica sobre Contratación Comercial Internacional en el Mercosur (2002-2004) en el marco de la UdelaR.
Entre 2010 y 2017 presidió el Tribunal de Cuentas de la República.
Falleció el 11 de mayo de 2018 a los 81 años de edad. Su sepelio fue realizado en el Parque del Recuerdo.

## Obras publicadas
- La concurrencia desleal, Montevideo, 1970.[4]
- Sociedades Comerciales, Ley N° 16.060 de 4 de setiembre de 1989, Fundación de Cultura Universitaria, 1989 (con varias reediciones).
- Concurso de los conjuntos económicos, Facultad de Derecho, 1998.